# Guerre bizantino-normanne
Le guerre bizantino-normanne vennero combattute tra il 1050 circa e il 1185, anno in cui fallì l'ultima invasione normanna dell'impero bizantino.

## Contesto storico

### Italia meridionale
A cavallo dell'anno Mille, l'Italia meridionale era divisa tra varie grandi potenze e presentava fratture culturali assai marcate, con il risultato che si pativa in modo tangibile la mancanza di una vera e propria autorità centrale. La supremazia dell'impero bizantino sopravviveva ancora nella parte peninsulare, ma a differenza dei secoli passati andava circoscrivendosi sempre più ai confini della Puglia (più ampia rispetto alla moderna regione italiana e compresa nel thema di Langobardia) e della Calabria perché si stava vivendo una fase di declino. Dovendo individuare il cuore del potere, si può sicuramente affermare che esso si trovava nelle zone più vicine ai centri imperiali in Grecia, tutte localizzate in Puglia. La Calabria, all'estremità della penisola, appariva invece maggiormente vulnerabile e meno presidiata, fattore che incise sulla velocità delle future conquiste normanne. Anche gli stati longobardi di Salerno, Benevento e Capua, nati dal frazionamento dell'antico ducato di Benevento, così come i piccoli ducati di Napoli, Gaeta e Amalfi, erano soggetti a Costantinopoli e rientravano nel territorio del Catepanato d'Italia, sia pur soltanto de iure. Si trattava di entità fortemente disunite che alternavano fasi di lotte intestine a momenti di alleanza reciproca, oltre che spesso vittime delle incursioni saracene eseguite lungo la costa. A seguito della conquista islamica della Sicilia, l'intera isola era caduta in mano musulmana, sebbene tutto sommato preservando un ampio margine di autonomia rispetto all'Ifriqiya, dove aveva sede il cuore della dinastia dei kalbiti. In Sicilia persistevano comunque delle divisioni fra i vari potentati islamici. Dalla Germania, infine, gli imperatori del Sacro Romano Impero seguivano con attenzione gli eventi in corso, anche se dalla morte di Ottone II di Sassonia nel 983 avevano smesso di interferire come in passato. Nondimeno, la corona godeva di ampio rispetto ed era ancora temuta dai bizantini, specie nei principati longobardi, dove vivevano ancora nobili filo-tedeschi.
I confini politici non sempre corrispondevano a quelli culturali e religiosi. In Campania e in Puglia settentrionale e centrale si parlava una lingua romanza e la popolazione era prevalentemente cattolica; al contrario, nella Puglia meridionale e in Calabria le genti erano in prevalenza di lingua greca e celebravano una liturgia di rito ortodosso. Nell'ovest e nel sud della Sicilia vivevano soprattutto immigrati arabi e berberi, nonché autoctoni che si esprimevano in arabo ed erano musulmani (due terzi dell'isola, nel 1050); nel nord-est dell'isola il grosso della popolazione non aveva rinnegato la lingua greca e il cristianesimo ortodosso. Infine, in tutto il Mezzogiorno, soprattutto nelle città, erano presenti rilevanti comunità ebraiche.

### Normanni
Di origine scandinava, i normanni (letteralmente "uomini del nord") erano una popolazione che basava il proprio stile di vita essenzialmente sulle razzie e che soltanto gradualmente si adattò alla sedentarietà. Dopo lungo tempo, verso la fine dell'Alto Medioevo aveva ridotto la tendenza a peregrinare e si era imposta come gruppo dominante in Neustria, nella moderna Francia, una regione che divenne da allora nota con il nome di Normandia. Lì, sotto il governo di un certo Rollone, venne riconosciuta la loro autorità dal re di Francia Carlo III, il quale nel 911 concesse la costituzione di un proprio ducato a lui subordinato. Con il tempo, i norreni accantonarono i viaggi per mare e si specializzarono nel combattimento a cavallo, continuando comunque ad amministrarsi secondo uno stile di stampo scandinavo e costituendo delle bande fedeli a un capo riconosciuto. Intanto, abbracciarono il cristianesimo e si fusero con la popolazione autoctona, guadagnandosi la fama di guerrieri dalla spiccata abilità, motivo per cui i loro servigi venivano spesso richiesti anche lontano dalle proprie terre.

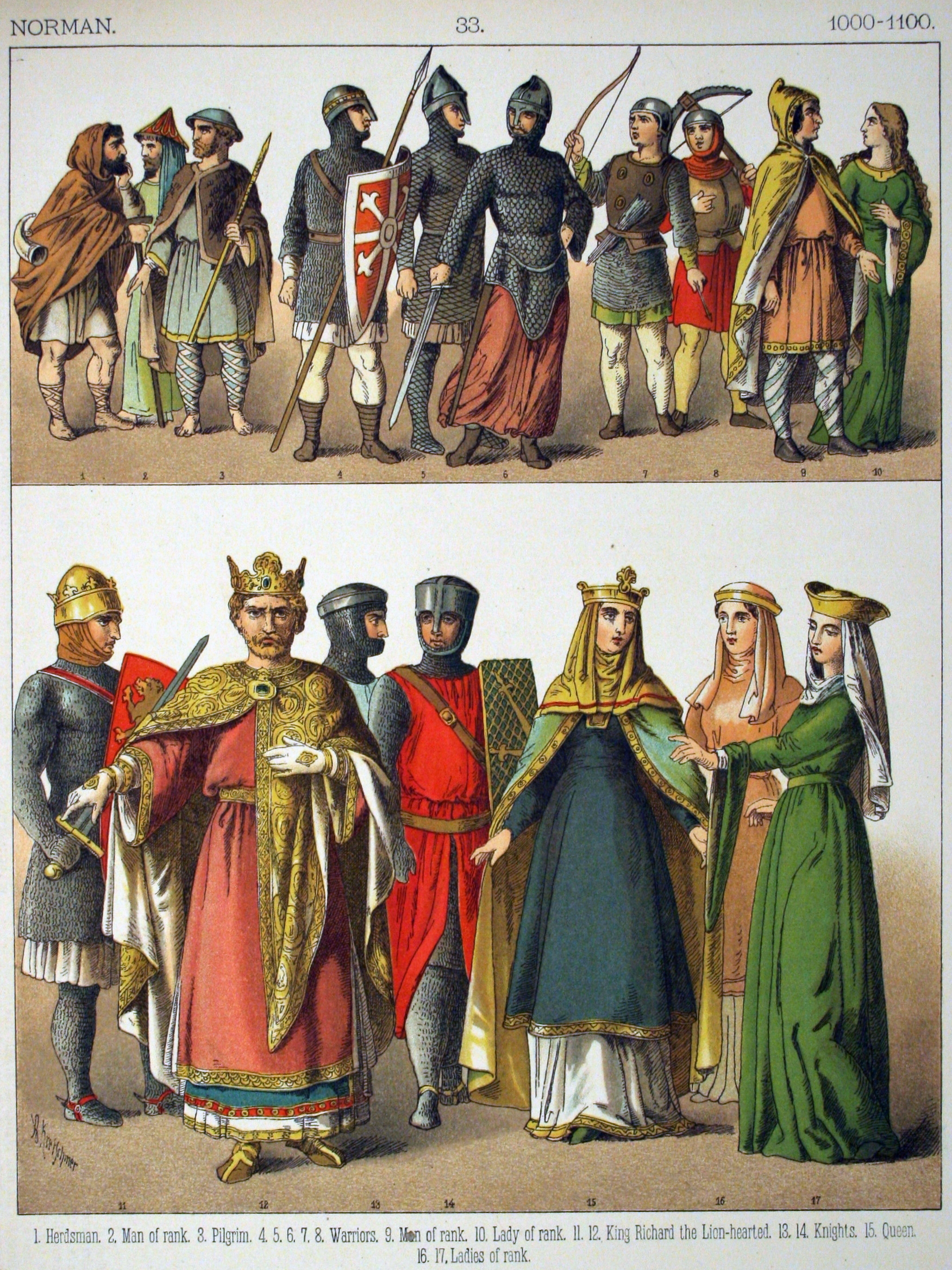
Ricostruzione storica dei costumi normanni vissuti nel XI (quando si spinsero in Italia) e nel XII secolo

A livello storiografico, si è a lungo discusso su quali fattori stimolarono la spinta verso l'Italia meridionale. Generalmente si è sostenuto che incise soprattutto l'eccessiva sovrappopolazione del ducato di Normandia, mentre al contrario i recenti conflitti della parte meridionale della penisola italiana avevano causato un brusco calo di abitanti e reso le difese sguarnite, offrendo così allettanti prospettive. A dispetto di quanto dichiarato dalle cronache medievali, non si può ritenere che soltanto ciò giustificò la loro migrazione, giacché la crescita demografica stava riguardando l'intera Europa occidentale. Infatti, anche le aspre faide e le rivolte in corso in Normandia spinsero molti abili guerrieri e provenienti da famiglie proprietarie di terre a cercare altrove fortuna. Si è posto altresì l'accento sulla crescente popolarità dei pellegrinaggi religiosi, in particolare quelli legati al culto di San Michele Arcangelo, veneratissimo dai normanni e di cui uno dei principali percorsi conduceva al celebre santuario di Monte Sant'Angelo in Puglia, lungo la strada per la Terra Santa. A tal proposito, è bene sottolineare che le fonti riconducono tutte la comparsa normanna all'idea del pellegrinaggio e della carità cristiana, in un'ottica a posteriori di giustificazione della conquista. È in sintesi corretto ipotizzare che, in cerca di nuove prospettive, ben presto cominciò lo spostamento di vari gruppi di giovani bramosi di avventure e ricchezze, tanto in veste di mercenari tra le file degli eserciti di un principe straniero, quanto dandosi al brigantaggio in maniera autonoma. In merito alle modalità con cui avvennero questi flussi migratori, essi iniziarono con un lento e regionalmente differenziato stanziamento di qualche centinaio di cavalieri e poche donne. In seguito accrebbero sotto il regno di Roberto I e durante la minore età di Guglielmo II (in futuro divenuto conosciuto come Guglielmo di Conquistatore), forse spinti da esuli politici e più avanti dalla famiglia degli Altavilla, che cercava una propria collocazione altrove. Lo storico Levi Roach ha sostenuto che, tutto sommato, «sarebbe un errore cercare di individuare il momento preciso in cui i normanni si insediarono al Sud. A differenza di quanto accadde in Inghilterra [nel 1066], la conquista e la colonizzazione del Mezzogiorno d'Italia avvennero per gradi». Al principio dell'XI secolo, si presume che nel Meridione vivessero all'incirca 250 cavalieri normanni, con il totale che aumentò sensibilmente soltanto dopo il 1040, con minimo 2 000-2 500 unità.
Escluse le fonti bizantine, le quali non affermano nulla sul tema, Amato di Montecassino dice che un nucleo di guerrieri normanni, di ritorno dalla Terra Santa, avrebbe aiutato il principe Guaimario III di Salerno a difendere la città dagli attacchi dei saraceni nel 999. Pur avendoli invitati a restare, essi preferirono rifiutare, ma Guaimario li riempì di talmente tanti doni che in futuro riconsiderarono l'idea di tornare in quella terra «dove scorreva latte e miele». Il cronista Guglielmo di Puglia, invece, attesta che il primo a impiegare i normanni come mercenari sarebbe stato Melo di Bari poco dopo il 1009. Questi avrebbe incontrato un gruppo di pellegrini normanni al santuario di San Michele sul monte Gargano e li avrebbe arruolati al proprio seguito. Stando alle ricostruzioni storiografiche, probabilmente assecondando i desideri di papa Benedetto VIII e del Sacro Romano Impero, Melo avrebbe assoldato i normanni per scatenare una rivolta anti-bizantina. Negli anni immediatamente seguenti al Mille, in uno scenario reso ulteriormente complicato dalle lotte di potere in corso tra la Chiesa greca di Costantinopoli e la Chiesa latina di Roma, i greci si erano prefissati di riguadagnare terreno ai danni di Benevento e di Salerno, attirandosi diverse antipatie. Nel giro di breve tempo, Melo si appropriò di Bari ed estese i tumulti ad Ascoli e a Trani, ma l'11 giugno del 1011 fu sconfitto e dovette cercare rifugio a Salerno. Non si può escludere che lo stesso gruppo di combattenti avesse incontrato sia Melo sia Guaimario, così come non è mancato qualche storico il quale ha suggerito di accantonare queste ricostruzioni leggendarie, concedendo più credito all'ipotesi secondo cui avessero viaggiato per assistere il pontefice nella sua politica anti-bizantina.
È certo invece che un nuovo contingente si mise in moto nella primavera del 1017. Melo era ritornato a causare scompiglio in Puglia tra il 1017 e il 1018, sfruttando l'afflusso di nuove truppe straniere a tale scopo. Gli insorti riuscirono nel corso del tempo a ottenere parecchi successi, tanto che nel settembre del 1018 i bizantini attivi nell'area tra il Fortore a nord e Trani a sud erano stati scacciati. A causa delle violenze inflitte alla popolazione, pochi abitanti locali soggetti alla dominazione greca decisero di sostenere gli invasori. Così, già a ottobre lo scenario mutò a loro sfavore dopo la battaglia di Canne, combattuta non distante da dove avvenne lo scontro tra il generale cartaginese Annibale e l'esercito romano. I circa ottanta cavalieri normanni sopravvissuti scelsero di mettersi al servizio dei vari potenti del Mezzogiorno continentale, giurando quindi fedeltà, a seconda dei casi, ai signori della Langobardia Minor (i territori longobardi del sud Italia) e dei ducati campani, agli abati di Montecassino o agli imperatori bizantini. Il prestigio determinato dalla vittoria a Canne avvicinò molti sovrani a Costantinopoli, con la sola significativa eccezione di Benevento, rimasta accanto a uno Stato pontificio sempre più isolato. Su richiesta di Guaimario III di Salerno, che sperava di accattivarsi un nuovo amico, il neo-eletto imperatore del Sacro Romano Impero Corrado II il Salico stravolse i fragili equilibri della Campania liberando Pandolfo IV di Capua. Questi aveva trascorso alcuni anni in prigione in Germania per aver sostenuto i bizantini ed era stato privato di tutti i suoi antichi feudi, obiettivo su cui, mosso da un desiderio di vendetta verso chi lo aveva tradito, si concentrò immediatamente. Si trattava dunque di una scelta infausta, tanto che probabilmente l'energico papa Benedetto VIII si sarebbe di certo opposto a una simile decisione qualora fosse stato ancora in vita; la temporanea impotenza della curia romana e il disinteresse di Corrado II verso le politiche religiose contribuirono all'avvenuta liberazione. In cerca di solidarietà, trattandosi di una pratica che come attesta Rodolfo il Glabro stava crescendo vertiginosamente, Pandolfo si rivolse tra gli altri ai normanni. Ben presto, a prescindere da chi li ricercasse, si sentirono incoraggiati ad avanzare sempre più ardite pretese in cambio dei loro servigi.

## Conquista del Sud Italia (1040-1071)

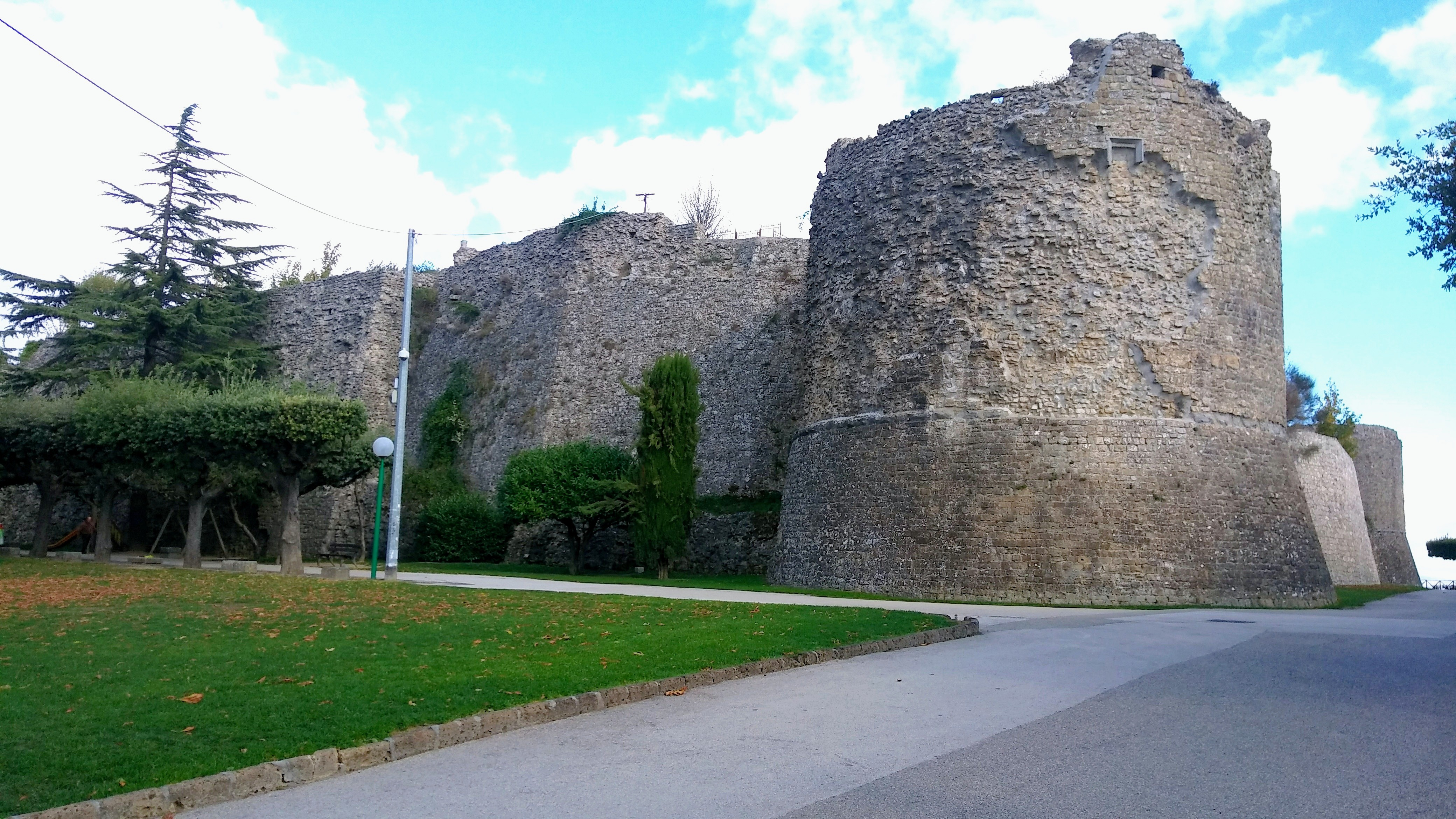
Uno scorcio del castello di Ariano, nell'Appennino meridionale; la contea di Ariano costituì il primo possedimento normanno nel Sud Italia

Intorno al 1020, in un contesto politico ormai frammentato, venne costituita la contea di Ariano ad opera di un altro gruppo di cavalieri normanni capeggiato da Gilberto Buatère e assoldati proprio da Melo di Bari. La contea, che soppiantava il preesistente guastaldato, può essere considerata come il primo organismo politico posto in essere dai normanni nel Mezzogiorno d'Italia.
Nel 1030, ottennero poi dal duca di Napoli Sergio IV l'assegnazione contea di Aversa. Ciò provocò un'ulteriore emigrazione di guerrieri normanni in Italia meridionale, che risultò in un aumento tangibile della loro potenza. La dipartita dell'imperatore bizantino Basilio II Bulgaroctono nel 1025, intento a pianificare una campagna contro la Sicilia, e il richiamo in patria di Basilio Boioannes, la cui saggia parentesi in veste di catepano tra il 1017 e il 1027 aveva accresciuto la forza e l'autorità di Bisanzio nel Meridione come mai prima di allora in trecento anni, contribuirono a rendere più caotico il contesto geopolitico nel Sud. Nell'estate del 1038, i normanni e i bizantini si trovarono persino alleati quando, nella tarda estate, tentarono invano di attaccare la Sicilia. I 300 cavalieri normanni erano comandati dal longobardo Arduino ed erano stati invogliati a partecipare con la promessa di ricchi bottini.
Sul finire del 1040, Arduino fu nominato governatore bizantino (topoteretes) della zona di Melfi, divenuta strategicamente rilevante negli ultimi decenni in Lucania e alle porte della Puglia. Le esose tasse pretese da Costantinopoli avevano reso la regione particolarmente instabile da due anni. Come se non bastasse, la partenza dei migliori generali, unita al summenzionato rapido avvicendamento di politici poco esperti, aveva gettato nel caos anche lungo le coste delle Puglia, con le guardie che non apparivano in grado di arginare i tumulti. Arduino sembrava essere uno dei candidati ideali per tamponare l'emorragia, essendo in grado di esprimersi in greco ed essendosi distinto nei combattimenti in Sicilia. Anziché reprimere i tumulti, però, nel marzo del 1041 Arduino si recò ad Aversa e concesse a 300 (500 secondo Goffredo Malaterra) normanni locali, con il consenso di Rainulfo, il diritto di insediarsi a Melfi e di sfruttarlo come quartier generale. Da lì, longobardi e normanni avrebbero potuto scacciare i greci e spartirsi i territori conquistati a metà. Così, dopo Aversa, Melfi assurse a nuova importante base normanna nel sud Italia. Questa migrazione rese lampante, come ha ritenuto Levi Roach, la volontà da parte dei normanni di Aversa di ritagliarsi ulteriori domini altrove e così espandersi. Era evidentemente avvenuto un cambio di mentalità.
Il catapano Michele Doceano si precipitò per affrontare i normanni, ma l'esercito bizantino, superiore numericamente, subì tre sconfitte consecutive (Olivento, Montemaggiore e Montepeloso) che permisero ai normanni di consolidare le loro conquiste, insignorendosi di Melfi e di tutta la regione dall'Ofanto fino a Matera.
L'Impero bizantino era ormai in crisi e le efficienti istituzioni governative fiorite sotto Basilio II Bulgaroctono erano collassate in poco più di tre decenni. Bisanzio, che in Puglia era ancora in possesso della Capitanata, della Terra d'Otranto e delle coste, inviò quasi subito rinforzi, sotto il comando di nuovo di Giorgio Maniace (1042), mentre i normanni decisero di rendere inoffensivo l'ingombrante Arduino e scelsero come capo il fratello del principe di Benevento, Atenolfo. I normanni erano disposti a diventare vassalli dell'impero in cambio del riconoscimento delle loro conquiste, ma Bisanzio rifiutò e con Giorgio Maniace passò alla controffensiva. Nell'aprile del 1042, Maniace sbarcò a Taranto e riunì le forze a sua disposizione, mentre i normanni si accordarono con il figlio di Melo, Argiro, chiedendogli di diventare loro capo. Argiro ottenne quindi dai Normanni il titolo di princeps et dux Italiae e con l'aiuto dei Normanni di Aversa e Melfi attaccarono le forze di Maniace a Taranto, costringendole a rinserrarsi dentro le mura della città. Dopo aver tentato invano di persuadere Maniace alla resa, i normanni levarono l'assedio e andarono a sottomettere altre terre. Nel frattempo Maniace, uscito dalla città, punì duramente le città della Puglia che avevano osato collaborare con gli invasori, compiendo dei massacri a Matera e Monopoli.
A Costantinopoli diveniva intanto imperatore Costantino IX Monomaco, che tentò di cambiare politica, richiamando Maniace e cercando di giungere a un compromesso con i ribelli guidati da Argiro. Dei messi imperiali proposero a Argiro di passare dalla parte dell'Impero con i suoi mercenari normanni: questi accettò e in cambio ottenne un titolo di corte bizantino (ἀνϑύπατος, "antipato"). La sottomissione di Argiro era però giunta troppo tardi e solo pochi Normanni rimasero fedeli a Argiro, mentre la maggior parte si riunirono a Melfi dove nel settembre 1043 elessero loro conte Guglielmo d'Altavilla, detto "Braccio di Ferro", mantennero le loro conquiste nella Puglia e negli anni successivi consolidarono le loro conquiste invadendo la terra d'Otranto e impossessandosi di Lecce. Il rango comitale degli Altavilla sarebbe stato confermato, dopo la morte di Guglielmo (1046), dall'imperatore Enrico III il Nero, che lo riconobbe a Drogone. Nel 1047 ottennero il riconoscimento da parte dell'imperatore tedesco Enrico III delle conquiste fatte fino in quel momento. Spronati dalla concessione, i Normanni si espansero pericolosamente in direzione della Calabria bizantina, impadronendosi nel 1048 di Bovino e di Troia.
Nel 1050 i Bizantini decisero quindi di rimandare in Italia Argiro, stavolta con il titolo di "duca d'Italia, Calabria, Sicilia e Paflagonia". Argiro ebbe l'incarico di combattere i Normanni più con la diplomazia che con le armi, cercando di corrompere i capi normanni convincendoli a passare dalla parte dell'Impero oppure provocando discordie interne tra i normanni. Questi tentativi non ebbero però successo e il duca bizantino decise quindi di chiedere aiuto a papa Leone IX, anch'egli minacciato dai Normanni. Il pontefice nel febbraio del 1053 riusciva a stabilire un accordo con Enrico III, assembrando un esercito e muovendosi alla volta del meridione in primavera. Tuttavia, sia i bizantini che le forze imperiali-pontificie vennero sconfitte dai normanni nella battaglia di Civitate il 18 giugno 1053; lo stesso Leone veniva fatto prigioniero. Avendo fallito, Argiro venne richiamato a Costantinopoli, mentre i normanni negli anni successivi consolidarono ulteriormente le loro conquiste, impadronendosi dei territori tra Taranto e Otranto (1056).
Nel frattempo, condotti dal celebre Roberto il Guiscardo (giunto nel sud intorno al 1050), subentrato a Umfredo alla contea di Puglia, i normanni invasero la Calabria bizantina, occupandola agevolmente in pochi anni. Molti centri calabresi decisero infatti di sottomettersi spontaneamente ai Normanni, mentre al contrario solo pochi resistettero e dovettero essere espugnati dopo lungo assedio. Nel 1059, con la resa di Reggio e di Squillace, i normanni completarono la conquista della Calabria bizantina.
I tentativi di Isacco I Comneno e Romano IV Diogene di ribaltare la situazione si provarono infruttuosi. La morte prematura del primo e la deposizione del secondo peggiorarono la situazione, permettendo ai normanni di consolidare la loro conquista della Sicilia e dell'Italia. Nel 1060 Costantino X Ducas inviò nuove truppe nella penisola; queste riconquistarono in breve tempo Brindisi, Taranto, Oria, Otranto e si accinsero ad assediare Melfi. Tuttavia la controffensiva dei Normanni, pur impegnati nella conquista della Sicilia, non tardò ad arrivare: truppe furono inviate dalla Sicilia per recuperare le città sottratte dai Bizantini. I bizantini vennero sconfitti presso Brindisi e in breve tempo tutte le città vennero recuperate dai Normanni, nonostante l'imperatore bizantino avesse cercato un'alleanza con l'imperatore tedesco Enrico IV e con l'antipapa Onorio II. Nel frattempo, con la Conquista normanna dell'Inghilterra, una grande quantità di popolazione sassone emigra in diverse parti dell'Europa, in particolare, molti di questi andranno a costituire insieme ad altri mercenari vichinghi e germani la Guardia Variaga i quali all'interno di essa, daranno un valido contributo alla causa in merito al conflitto bizantino contro i normanni e contro Slavi e Peceneghi nei Balcani.
La situazione dell'Impero in Italia era quantomeno precaria, ma ribellioni scoppiate nella Puglia normanna distolsero i Normanni dalla conquista delle residue fortezze bizantine in Puglia, ritardando la loro caduta di qualche anno. I Bizantini non seppero approfittare pienamente della ribellione, anche se nel 1066 arrivarono nuovi rinforzi nella penisola che riuscirono nell'impresa di recuperare Brindisi, Taranto e Otranto. La decisione normanna di abbandonare per il momento la campagna in Sicilia per concentrarsi nell'occupazione delle ultime città in mano bizantine compromise questi successi: già nel 1068 Roberto il Guiscardo cinse d'assedio Bari, ma la città oppose strenua resistenza e solo dopo un assedio di tre anni capitolò (1071); nello stesso anno capitolò anche Brindisi, segnando la fine della dominazione bizantina in Italia. Bari fu l'ultima a capitolare e si arrese il 15 aprile, sancendo la fine del dominio bizantino.

## Conquista dei Balcani (1081-1085)

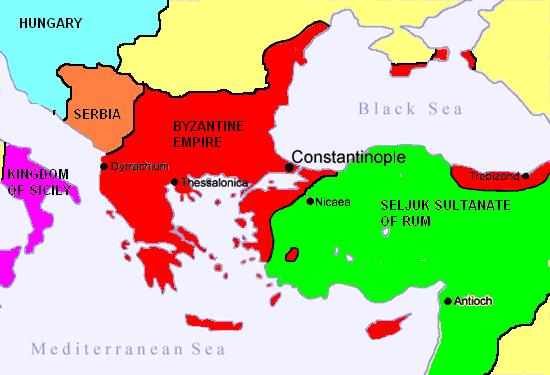
L'Impero bizantino nel 1081

In seguito alla conquista dell'Italia meridionale, i conquistatori non videro motivo per fermarsi; Bisanzio era in crisi e questo era il momento adatto per espandersi ulteriormente a suo danno. Questa nuova fase delle guerre bizantino-normanne ha suscitato l'attenzione di Levi Roach, che dietro all'ultronea spinta agognata da Roberto il Guiscardo ha ipotizzato non vi fosse soltanto un mero desiderio di acquisizione di maggiori terre, ma anche il sogno di ricostruire un Impero romano d'Oriente «a propria immagine e somiglianza» in regioni tradizionalmente soggette all'autorità bizantina. Si possono solo fare ipotesi sulle sue presunte ambizioni. Amato di Montecassino afferma che egli «aspirava al trono imperiale» e che «si [era] prepar[ato a sostenere un suo pretendente al trono» (Michele VII Ducas) quando se ne era presentata l'occasione, ma alcuni studiosi hanno notevolmente ridimensionato le reali mire di Roberto.
A prescindere da questi dubbi storiografici, è certo che i normanni invasero il thema del Dyrrachion nel 1080, prendendo di mira la sua capitale Durazzo. Quando Alessio I Comneno salì al trono di Bisanzio, tentò di ricostituire un esercito di mercenari impegnando i beni della Chiesa e al contempo cercò l'alleanza con la Repubblica di Venezia, il Sacro Romano Impero e con il pontefice. Per convincere Venezia a prestarle supporto militare, Alessio dovette concedere ai mercanti veneziani amplissimi privilegi commerciali, mossa certo deleteria per l'Impero ma al contempo necessaria perché esso aveva bisogno di una flotta potente come quella veneziana, ora che si trovava in difficoltà. Si deve inoltre credere che, in quel momento, Venezia appariva un «alleato naturale» per Bisanzio, in quanto verosimilmente intenzionata a prescindere a intervenire contro quei guerrieri che sembravano mettere a rischio la sicurezza delle acque del mar Adriatico. In effetti la flotta veneziana si dimostrò utile, infliggendo una prima sconfitta navale ai normanni, anche se tale successo non impedì a questi ultimi di espugnare Durazzo e dirigersi pericolosamente in direzione di Costantinopoli, attraversando l'Epiro, la Macedonia e la Tessaglia.
Una rivolta scoppiata in Italia grazie anche agli intrighi di Bisanzio costrinse però Roberto a tornare in Italia, affidando il comando delle operazioni militari in Grecia al figlio Boemondo; questi non era all'altezza del padre e le forze bizantine lo sconfissero, mentre Venezia contemporaneamente riusciva a recuperare all'Impero Durazzo. La morte del Guiscardo nel 1085, combinata con una decisiva vittoria bizantina e con il cruciale aiuto veneziano, permise ai romei di riconquistare i Balcani.

## Ribellione di Antiochia (1104-1140)
A seguito della Prima crociata, un elevato numero di Normanni aderì di buon grado a quella che prometteva essere una grande spedizione in territori sconosciuti e che poteva fruttare un bottino abbondante. Durante quel periodo, i Bizantini furono in condizione in qualche misura di utilizzare gli aggressivi Normanni per sconfiggere i Turchi selgiuchidi in numerose battaglie e riconquistare molte città. Tuttavia, quando Antiochia cadde, i Normanni rifiutarono di restituirla all'Impero, malgrado a quel tempo la sovranità bizantina sulla città fosse fuori discussione.
Boemondo tornò in Occidente e preparò una spedizione in grande stile contro i Bizantini, invadendo di nuovo i Balcani; l'Impero però rispetto a 25 anni prima si era rinforzato di molto e sconfisse Boemondo. Nel 1108 Boemondo d'Antiochia accettò di diventare vassallo dell'Impero, anche se Tancredi si rifiutò di riconoscere il trattato e quando divenne solo signore di Antiochia si rese indipendente dall'Impero.
Con la morte di Giovanni Comneno il Principato normanno di Antiochia si ribellò ancora una volta ai Bizantini, aggredendo Cipro e invadendo la Cilicia (la cosiddetta Piccola Armenia), che anch'essa insorse contro l'Impero. La rapida ed energica reazione di Manuele Comneno permise ai Bizantini di individuare un modus vivendi ad essi più favorevole (con Antiochia che nel 1145 fu obbligata a provvedere Bisanzio con un suo contingente di truppe, permettendo a una guarnigione bizantina d'insediarsi in città). Tuttavia alla città furono in cambio date concrete garanzie di protezione contro gli attacchi dei Turchi selgiuchidi e, come risultato, Norandino evitò di attaccare le regioni settentrionali degli Stati crociati (Outremer).

## Tentativo di recuperare l'Italia (1155-1158)
Manuele I Comneno tentò di recuperare l'Italia cercando un'alleanza con l'Imperatore tedesco contro i Normanni, ma l'intesa fallì e Manuele dovette contare sulle sue sole forze. Nel 1155 Manuele mandò una flotta in Italia, che riuscì a recuperare Ancona e poi tutta la Puglia, approfittando delle ribellioni dei locali duchi normanni. Ma questa spedizione procurò all'Impero l'ostilità dell'Imperatore tedesco Federico I Barbarossa e di Venezia, e quando il Re normanno Guglielmo I passò alla controffensiva inflisse una devastante sconfitta presso Brindisi alle truppe bizantine (1156) e in breve tempo cacciò di nuovo i Bizantini dalla penisola. Nel 1158 Manuele firmò un trattato di pace con Guglielmo I che portò al ritiro delle truppe bizantine dall'Italia.

## Seconda invasione normanna dei Balcani (1184-1186)
Nonostante le ultime invasioni e il conflitto su larga scala tra i due contendenti durassero meno di due anni, la seconda invasione normanna si prefisse di conquistare Costantinopoli. L'incompetenza di Andronico I Comneno consentì ai Normanni di dirigersi indisturbati verso la capitale bizantina mettendo a ferro e fuoco Tessalonica (uno spietato presagio di ciò che avrebbe dovuto affrontare Costantinopoli nel giro di 20 anni). Il panico che ne conseguì permise a Isacco Angelo di salire al trono; sotto il suo regno l'esercito condotto da Alessio Brana riuscì a sconfiggere gli invasori, cacciandoli dalla Grecia. Rimasero però in mano normanna alcune isole.

## Conseguenze
Nella primavera 1186 Guglielmo inviò la flotta siciliana guidata da Margarito a Cipro, dove il governatore Isacco Comneno di Cipro si era ribellato a Bisanzio; con azione spregiudicata Margarito catturò 70 triremi dell'imperatore bizantino Isacco II Angelo, procurando la maggiore perdita navale dell'impero d'Oriente con la deportazione in Sicilia dei generali bizantini: in seguito a ciò Guglielmo nominò Margarito conte di Zante, Cefalonia e Itaca.
In seguito i Normanni, tornarono ad occuparsi degli affari europei. I Bizantini, frattanto, non avevano né la volontà né le risorse per ripetere una invasione dell'Italia come ai tempi di Manuele I Comneno. Dopo la seconda invasione, la sopravvivenza dell'Impero divenne per i Bizantini più importante del possesso di una provincia sull'altra riva del Mare Adriatico.